# ФК „Брайтън енд Хоув Албиън“
ФК Брайтън и Хоув Албиън (на английски Brighton & Hove Albion Football Club) английски футболен клуб от Брайтън и Хоув. Те играят във Висшата Лига. Отборът е известен още като „Чайките“ заради местоположението на града – на южното английско крайбрежие. Отборът играе с екип на синьо-бели райета.
Основан през 1900, Брайтън е един от отборите, основали Южната футболна лига на Англия. Отборът е избран за член на Футболната лига през 1920 г. Между 1979 и 1983 година играе в старата Английска първа дивизия. През 1989 година достига до финала на Купата на футболната асоциация, където губи от Манчестър Юнайтед след преиграване. През същия сезон клубът отпада и от елитната дивизия.
Години наред Брайтън играе на стадион Голдстоун Граунд (Goldstone Ground) в Хоув, но поради финансови затруднения отборът е принуден да продаде своя дом. За две години между 1997 и 1999 споделя стадиона на Джилингам. След това се завръща в Брайтън, където и играе домакинските си мачове на Уитдийн Стеидиъм (Withdean Stadium). Този стадион не е предназначен основно за футбол, тъй като в миналото е използван основно за лека атлетика. На 28 октомври 2005 Брайтън получи официално разрешение да започне строежа на нов стадион, който ще се нарича Фалмър Стейдиъм (Falmer Stadium) в град Фалмър, намиращ се близо до Брайтън.
Продажбата на Голдстоун Граунд е извършена от мажоритарния собственик Бил Арчър и неговия изпълнителен директор Дейвид Белоти. Договорът за нея поражда редица спорове, което провокира и много протести от страна на привържениците на отбора срещу действията на Борда на директорите.
През последния си сезон на Голдстоун, 1996-97, Чайките са в опасност от изпадане от Футболната лига. Победата над Донкастър Роувърс поставя клуба в ситуация всичко-или-нищо в мача срещу Херефорд, които имат равен брой точки с Брайтън. В края на краищата „чайките“ завършват наравно 1:1 и се спасяват според правилото за голова разлика.
Брайтън остава в Трета дивизия до спечелването ѝ през 2001. Следващия сезон спечелва и Втора дивизия, ставайки едва седмия отбор в историята, спечелвайки две поредни титли в различни дивизии. Следващият сезон (2003) се оказва неуспешен за „чайките“ и те се завръщат във Втора дивизия. Завръщането на клуба в Чемпиъншип през 2004 става посредством спечелвайки плейофите за промоция от Втора дивизия.
Поради скъпия наем на Уитдийн Стейдиъм, парите дадени на Джилингам за техния стадион и общ продължителен дефицит, породен от ниски продажби на билети и малък стадион, клубът изпада в дългове в размер 9,5 милиона паунда (през 2004). Борда на директорите поемат 7 милиона от дълговете, а останалите 2,5 милиона трябва да бъдат събрани от различни дейности в клуба. За да се изпълни това се сформира т.нар. Alive and Kicking Fund, включващ всичко от гола коледна картичка, до музикална песен. На 9 януари този сингъл 'Tom Hark (We Want Falmer)' се изстрелва на 17 място в класациите в Обединеното Кралство, спечелвайки си време по националното BBC Radio 1.
За разлика от много отбори, дължащи големи суми, клубът никога не обмисля администрация, тъй като предишния подобен период довежда до поемането на контрола над Брайтън от Арчър.
На 28 октомври 2005 се разбира, че молбата за Фалмър е успешна, което успокоява и радва много от феновете. Стадионът се очаква да е готов за сезон 2008/09.
През сезон 2016/17 отборът е в Чемпиъншип и печели промоция за влизане във Висшата Лига.

## Брайтън & Хоув Албиън след 1979
Брайтън печели промоция в Първа Дивизия през 1979; тогава отборът за първи път достига най-горната дивизия на страната. Остават в нея в следващите четири сезона, след което отново изпадат във Втора Дивизия в края на сезон 1982 – 83 под ръководството на Джими Мелиа (Jemmy Melia). През същия сезон удържат 2:2 срещу Манчестър Юнайтед във финалът за купата на федерацията на стадион Уембли, но губят с 0:4 преиграването няколко дни по-късно. До 1987 – 88 Брайтън се спуска в Трета Дивизия, но успява да се върне във Втора Дивизия от първи опит благодарение на усилията на новия мениджър Бари Лойд. През сезон 1990 – 91 изглежда като че ли Брайтън ще се върне в най-горната дивизия. Те са постоянно в плейофната група и завършват шести в класирането, но губят от Нотс Каунти в плейофите. През 1991 – 92 завършват втори в класирането отзад напред и изпадат в новата Втора Дивизия, която се приравнява на старата Трета Дивизия.

### 1996 – 1997
Дълговете на клуба нарастват до такава степен, че през пролетта на 1996 бордът на директорите решава да продаде стадиона Голдстоун Граунд (Goldstone Ground) и да се премести на временен такъв – ограничените финансови средства правят мигновеното преместване на друго футболно игрище невъзможно. Брайтън изпада от Втора Дивизия в края на сезон 1995 – 96 и мениджърът Джими Кейс е уволнен през следващия ноември след кошмарно начало на сезона в Трета Дивизия. Той бива заменен от Стиви Грит, който от 1991 до 1995 е мениджър на Чарлтън Атлетик, редом с Алън Кърбишли
Брайтън започват 1997 година на 10 точки от спасението и задачата на Грит изглежда невъзможна, като отнемането на две точки от актива на клуба, поради нахлуване на фенове на терена в знак на протест срещу продаването на Голдстоун Граунд, не му помагат.
В последния ден от сезон 1996/97 Брайтън гостуват на най-близкия си конкурент за спасение – Херефорд Юнайтед, като реми би означавало спасение за „чайките“. Защитникът Кери Майо си отбелязва автогол, с който Херефорд повеждат, а гостите изглеждат обречени на изпадане, когато малко преди края нападателят на Брайтън Роби Рейнел изравнява резултата и завършва 25-годишната кариера на Херефорд в лигата.

### 1997 – 1999
През сезон 1997/98 и 1998/99 Брайтън играят домакинските си мачове на около 60 мили от дома си на стадиона на Джилингам – Прийстфилд Стейдиъм. От август 1999 те се завръщат в Брайтън на Уитдийн Атлетикс Стейдиъм, който е под наем от местната управа. През същата 1999 година се появяват планове за нов стадион във Фалмър, но те тепърва предстоят да се материализират.
Сезон 1997/98 се оказва още по-труден от предишния, въпреки че този път няма опасност от изпадане, благодарение на откровено ужасното представяне на аутсайдера Донкастър Роувърс. Грит бива уволнен през февруари, след като не успява да запише победа в 9 мача и бившият капитан на отбора – Браян Хортън – бива назначен на поста. Резултатите на клуба се подобряват значително и в началото на 1999 те изглеждат близко до място в плейофите. Затова и напускането на Хортън в посока първодивизионния Порт Вейл идва като шок за феновете. На негово място бива назначен дотогавашния му асистент Джеф Ууд, който започва добре ръководството на отбора, спечелвайки първите два мача и взимайки точка в следващия. След това всичко се обърква, като отборът губи всички освен един в следващите си десет мача (като изключението е 0:0 равенство с Хартлипул), което довежда до уволнението на Ууд след като за едва два месеца и половина тимът се свлича от плейофите до кандидатите за изпадане. Мики Адамс наследява мястото и повежда клуба към успехи.

### 1999 – сега
Сезон 1999/00 донася на клуба крайно класиране в средата на таблицата, а през следващия Брайтън най-накрая се измъкват от най-долната дивизия, като шампиони на Трета дивизия. Адамс напуска, за да стане асистент мениджър на Лестър, а, иронично, бива наследен на поста от Питър Тайлър – бившия мениджър на Лестър, който се съгласява да поеме клуба до края на сезона. Той довежда клуба до спечелване на Втора дивизия, но отказва да поднови контракта си, разочарован от липсата на финансови средства и бавния напредък към нов стадион. Треньорът на младежите Мартин Хиншълууд е назначен, но през октомври 2002 бива причислен към борда на директорите след ужасяващ старт на сезона, сочещ една победа, едно равенство и десет загуби в първите дванадесет мача в Първа дивизия. Стив Копъл, бивш мениджър на Кристъл Палас, го замества, подобрявайки резултатите на клуба значително. Въпреки неуспешното спасение мениджърът и играчите на клуба остават доволни, тъй като се борят за оставане в дивизията до последния кръг на сезона.
Копъл отива в Рединг през октомври 2003 и е заместен от Марк МакГий, мениджър, успял да спечели две промоции от Втора дивизия, с Рединг през 1994 и Милуол през 2001, като и двата пъти е шампион. МакГий успява да спечели промоция за клуба чрез победа над Бристъл Сити в плейофа на сезон 2003/04, запазвайки място на клуба в новосформираната Кока-Кола Чемпиъншип. Албиън завършват на 20-о място от 24 клуба, едва измъквайки се от изпадане, но и подобрявайки рекорда си за най-високо класиране в последните 14 години.
Стотици фенове на клуба протестират пред държавна конференция в Брайтън на 26 септември 2005, настоявайки одобрение на молбата им за нов стадион във Фалмър.

## Песни
Най-известната песен на Брайтън е „Sussex By The Sea“, която се пее когато играчите излизат на терена, като цялата песен не се пее, а само припева. Думите са също променени през 1983, когато Брайтън стигат до финала за ФА Къп. Текстът, който се пее е:
```
Good old Sussex by the sea
Good old Sussex by the sea
And we're going up to win the cup
For Sussex by the sea
```

Друга известна песен, пята на домакински и гостуващи мачове е:
```
All the lads, should have seen us coming
Everywhere was blue and white and everyone was running
All the lads and lasses, all with smiling faces
Going down Old Shoreham Road
To see the Brighton Aces
```

(Old Shoreham Road е близо до Goldstone Ground)

## Настоящ състав
Към 1 август 2025 г.

## Известни играчи
- Марк Лоурънсън
- Хауърд Уилкинсън
- Ерик Янг
- Мартин Киоун
- Питър Уорд
- Гари Стивънс
- Боби Замора
- Томи Куук
- Стив Фостър
- Пол Китсън

## Български футболисти
- Радостин Кишишев: 2010/11 - (32 мача - 0 гола)

## Известни фенове
- Норман Куук по-известен като Fatboy Slim, музикант и DJ, притежаващ малък брой акции в клуба и чието звукозаписно студио Скинт Рекърдс спонсорира клуба;
- Норман Уиздъм, комедиен актьор, бивш президент на клуба и автор на новия текст на „Sussex by the Sea“;
- Джон Сноу, новинар от Канал 4;
- Ден Линъм, известен британски спортен коментатор;
- Ралф Браун, британски актьор, участвал в Alien³ и Star Wars Episode I: The Phantom Menace;
- Марк Уилямс, британски актьор, комедиант, участвал в Harry Potter and the Chamber of Secrets и Harry Potter and the Prisoner of Azkaban;
- Кристофър Елисън, британски актьор, участвал в The Bill;
- Джейми Тийкстон, британски телевизионен и радио-водещ;
- Питър Бракли, британски спортен коментатор;
- Аманда Редмен, британска актриса с главна роля в New Tricks;
- Джо Уелър, ютубър, пластичен фен на Челси.